# Aast
Aast je francouzská obec v departementu Pyrénées-Atlantiques v Akvitánii. Leží 20 kilometrů východně od Pau.

## Geografie
Leží na území roviny Ger a protéká jí říčka Carbouère. Sousední obce: Saubole, Ponson-Dessus, Gardères a Ger.

## Vývoj počtu obyvatel
Počet obyvatel

## Doprava
Aast je dostupná po silnicích číslo 64, 70, 202 a 311.